# Neonella almita
Espèce
Neonella almita est une espèce d'araignées aranéomorphes de la famille des Salticidae.

## Distribution
Cette espèce est endémique d'Uruguay. Elle se rencontre dans les départements de Durazno, de Flores, de Florida, de Maldonado, de Treinta y Tres, de Cerro Largo et de Salto.

## Description
Le mâle holotype mesure 1,39 mm et la femelle paratype 1,74 mm, les mâles mesurent de 1,30 à 1,49 mm et les femelles de 1,55 à 1,75 mm.

## Systématique et taxinomie
Cette espèce a été décrite par Hagopián et Simó en 2024.

## Publication originale
- Hagopián, Cajade, Maldonado, Pompozzi, Laborda & Simó, 2024 : « A new species of Neonella Gertsch, 1936 (Araneae: Salticidae: Euophryini), new records and conservation issues for the genus from Uruguay. » Arachnology, vol. 19, no 9, p. 1143-1151.